# Rostroculodes kroyeri
Rostroculodes kroyeri is een vlokreeftensoort uit de familie van de Oedicerotidae. De wetenschappelijke naam van de soort is voor het eerst geldig gepubliceerd in 1870 door Boeck.